# Kanadski štit
Kanadski štit je veliko područje potkovičastog oblika koje obuhvaća središnju i istočnu Kanadu i sjeverne dijelove SAD-a. Zauzima površinu od oko 4,6 milijuna kvadratnih kilometara što je približno polovica kanadskog teritorija. Prostire se od Sjevernog ledenog mora pored Hudsonovog zaljeva (zauzimajući šest kanadskih pokrajina: Newfoundland i Labrador, Québec, Ontario, Manitoba, Saskatchewan i Alberta, te dva teritorija: Sjeverozapadne teritorije i Nunavut), pa sve do sjevernih dijelova američkih saveznih država Minnesota, Wisconsin, Michigan i New York.
Kanadski štit je formiran prije oko 3 milijarde godina i dobio je ime po tvrdom gnajsu i granitu koji leže ispod njegove površine i spadaju među najstarije stijene na Zemlji. Ovo područje je karakteristično po brdovitim predjelima s nadmorskom visinom od 300 do 500 metara. Planine se nalaze na krajnjem sjeveroistoku Labradora i na otoku Baffin i uzdižu se od 1700 do 2100 metara. Za vrijeme posljednjeg ledenog doba prije oko 10.000 godina, led koji je pokrivao ovo područje ogolio je tanak površinski sloj zemlje i formiran je veliki broj ledenjačkih jezera.

## Klima i vegetacija
Na ovom velikom prostranstvu, s obzirom na njegov geografski položaj, preovlađuje arktička i subarktička klima. Na sjeveru je arktička klima sa stalno niskim temperaturama koje sprječavaju rast drveća tako da tu uglavnom prevladava tundra (stepska prostranstva s niskim travama i mahovinom). Subarktička klima prevladava južnije i ima dovoljno topla ljeta za rast drveća. Tu su se razvile prostrane četinarske šume u kojima preovlađuju crna i bijela omorika. Od drveća ovde još rastu breza, jasika i dr.

## Gospodarstvo
Kanadski štit ima tri glavna prirodna resursa: šume, rude i vodu. Šume kao gospodarska bogatstva se najviše koriste u četiri kanadske pokrajine, Québec, Ontario, Manitoba i Saskatchewan. Glavne rude su bakar, željezo, olovo, nikal, zlato, srebro, uranij i cink. Krajem 19. stoljeća u Sjeverozapadnim teritorijama su otkrivene značajne količine dijamanata. Veliki potencijal rijeka i jezera u ovom području se koristi u proizvodnji elektične energije (hidrocentrale). Kanadski štit sadrži vrlo malo obradivog zemljišta.

## Stanovništvo
Ovo je područje rijetko naseljeno. Stanovništvo živi uglavnom u rudarskim naseljima i manjim industrijskim središtima.